# Communauté de communes du Laragnais
Die Communauté de communes du Laragnais war ein französischer Gemeindeverband mit der Rechtsform einer Communauté de communes im Département Hautes-Alpes in der Region Provence-Alpes-Côte d’Azur. Sie wurde am 31. Dezember 1994 gegründet und umfasste sieben Gemeinden. Der Verwaltungssitz befand sich im Ort Lazer.

## Historische Entwicklung
Mit Wirkung vom 1. Januar 2016 fusionierte die ehemalige Mitgliedsgemeinde Eyguians zur Commune nouvelle Garde-Colombe, die nunmehr zur Gänze der Communauté de communes du Laragnais angehört. Durch die übrigen fusionierten ehemaligen Gemeinden, die in anderen Gemeindeverbänden organisiert waren, erhöhen sich entsprechend die Flächen und Einwohnerzahlen.
Die Communauté de communes du Laragnais schloss sich am 1. Januar 2017 mit sechs weiteren Communauté de communes zur Communauté de communes du Sisteronais-Buëch zusammen.

## Mitgliedsgemeinden
1. Garde-Colombe (Commune nouvelle)
2. Laragne-Montéglin
3. Lazer
4. Le Poët
5. Monêtier-Allemont
6. Upaix
7. Ventavon